# Raïon de Synelnykove
Le raïon de Synelnykove (en ukrainien : Синельниківський район) est un raïon (district) dans l'oblast de Dnipropetrovsk en Ukraine.
Le 18 juillet 2020, dans le cadre de la réforme de l'Ukraine, le raïon fut agrandi.

## Géographie
Le raïon de Synelnykove se trouve dans la partie sud-est de l'oblast de Dnipropetrovsk, et est en partie bordé à l'est, puis traversé vers l'ouest par la rivière Vovtcha, affluente de la rivière Samara, dans le système hydrologique de la rive gauche du fleuve Dniepr.
Il est bordé au nord par les raïons de Pavlohrad, et de Novomoskovsk, et à l'ouest par celui de Dnipro.

### Subdivisions territoriales
Ce raïon est notamment composé des communautés territoriales ou urbaines de Mejova, Novopavlivka, et Velykomykhaïlivka.

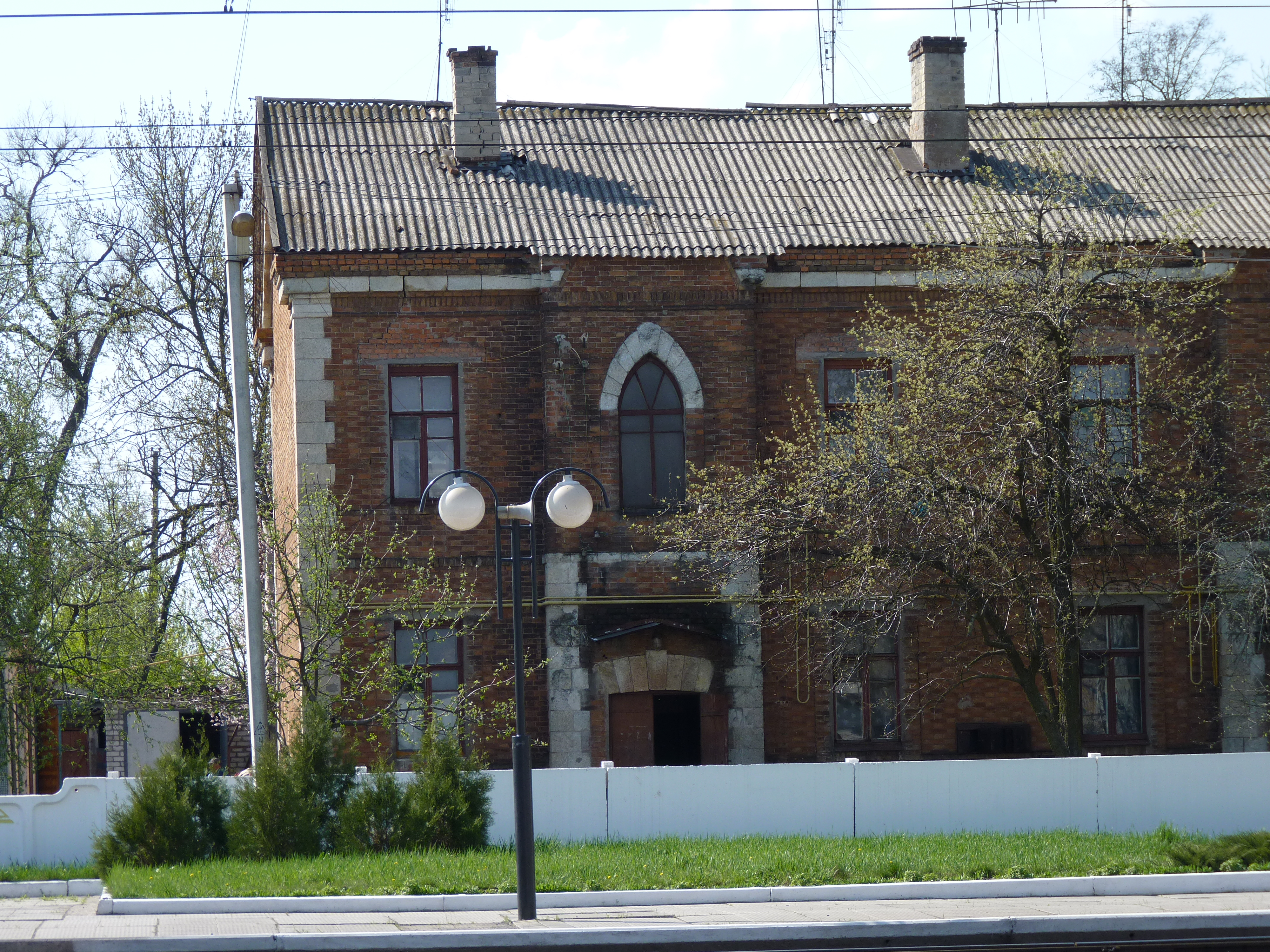
La gare de Rozdory, classée.
la réserve naturelle de Balka Velyka Osokorivra.
La réserve naturelle de Urotchyche Khorocheve, classée patrimoine naturel[4]
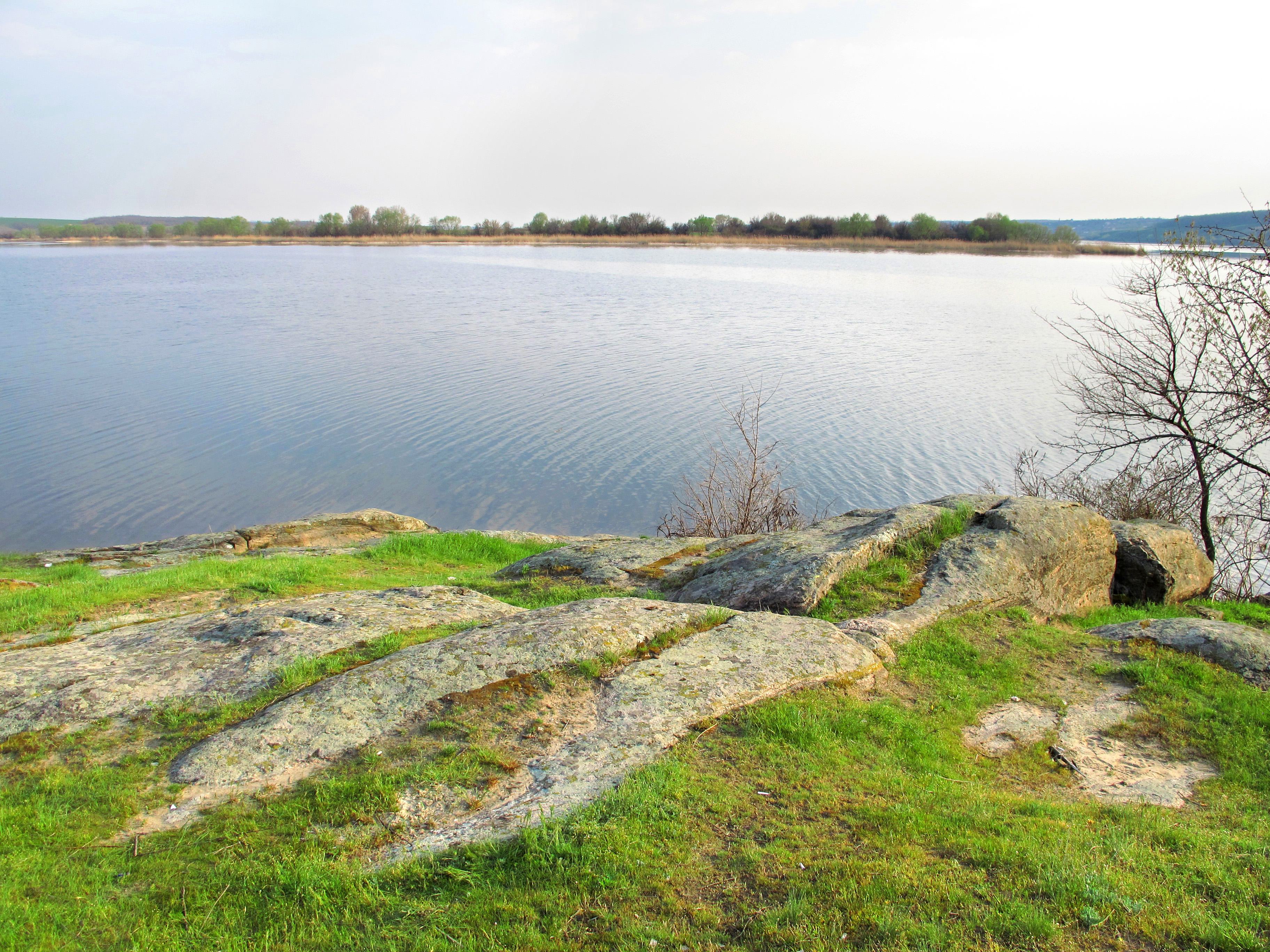
La réserve naturelle de Balka Vorona, classée patrimoine naturel
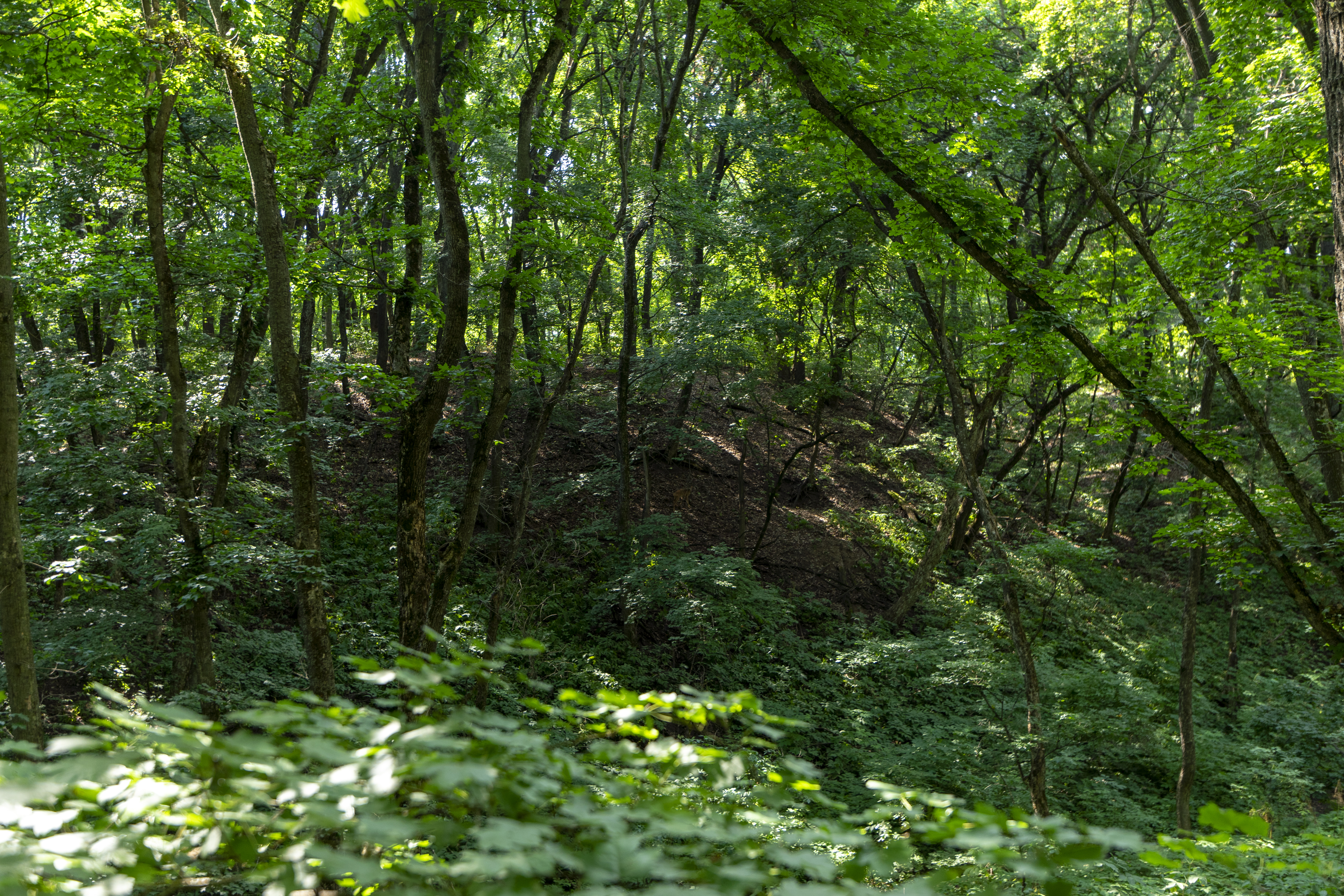
La réserve naturelle de Starovichnevetskiï, classée patrimoine naturel